# Julio Camejo
Julio Camejo, właściwie Julio Antonio Sanchez Gonzalez (ur. 29 października 1977 w Hawana, na Kubie) – kubański tancerz i aktor telewizyjny, mieszkający w Meksyku; znany z udziału w telenoweli Zbuntowani (Rebelde) jako Mauro Mansilla, profesor „Vacance Club”, opiekun Roberty (Dulce María) na wyjeździe zapoznawczym w EWS.
Syn Lupity Buelny Sanchez, urodził się na Kubie, jednak od wczesnego dzieciństwa wychowywał się w Meksyku. Uczęszczał do Państwowej Wyższej Szkoły Sztuki (Escuela Nacional de Arte) i Kolegium Sztuki (Escuela Superior de Arte). Studiował aktorstwo w Centro de Estudios Artísticos de Televisa (CEA). Był tancerzem klasycznego i nowoczesnego tańca, akrobatą i muzykiem. W Meksyku przyłączył się do muzycznej trupy komediowej Fama. Jakiś czas później poznał Thalíę i został zaproszony do udziału jako jej główny tancerz. Występował także z takimi wykonawcami jak Olga Tañón i Celia Cruz. Jednak kontuzja pięty sprawiła, że był zmuszony do zmiany zawodu. Występ w inscenizacji Samotny i nagi (Solo y desnudo) przyniosła mu nagrodę Premio Nacional de las Artes w Meksyku i Kolumbii. Współpracowali z nim m.in. Patricia Reyes Spíndola, Claudio Lenk, Lauro Alvarado i Nora Manik. Pojawiał się na szklanym ekranie, m.in. w telenoweli Pierwsza miłość, tysiąc razy na godzinę (Primer amor... a mil por hora, 2000) z Pedro Damiánem. W 2000 roku koncertował z grupą muzyczną R-Boots w Los Tigres del Norte. Został nagrodzony za rolę w sztuce Tragedia klauna (Tragedia de un clown).

## Filmografia

### telenowele
- 2012–2013: Prawdziwe uczucie (Amores Verdaderos) jako Leonardo Solis, mąż Beatriz i ojciec Guillo, szwagier Francisco Guzman’a.
- 2007: Huragan w raju (Tormenta en el paraíso) jako José Miguel
- 2007: Miłość jak tequila (Destilando amor) jako Francisco de la Vega, kochanek Isadory, narzeczony siostry Rodroga
- 2006: Kobiet, w przypadkach prawdziwego życia (Mujer, casos de la vida real)
- 2006: Miłość bez granic (Amar sin límites) jako Paco, chłopak Lidii Morán Huerty, przyjaciel Diega Morána (Valentino Lanús)
- 2005: Powstanie (Contra viento y marea) jako Saúl Trejo ‘Veneno’
- 2005: Kobiet, w przypadkach prawdziwego życia (Mujer, casos de la vida real)
- 2004: Zbuntowani (Rebelde) jako Mauro Mansilla
- 2004: Zdradzona miłość (Amar otra vez) jako Mateo Santillán Vidal
- 2004: El Escándalo del mediodía
- 2003: Kobiet, w przypadkach prawdziwego życia (Mujer, casos de la vida real)
- 2003: Niewielkie, niewielkie pchły (De pocas, pocas pulgas)
- 2003: Klasa 406 (Clase 406) jako Douglas Cifuentes
- 2002: Niech żyją dzieci! (¡Vivan los niños!)
- 2002: Kobiet, w przypadkach prawdziwego życia (Mujer, casos de la vida real)
- 2001: Salome (Salomé)
- 2001: Przygody w czasie (Aventuras en el tiempo)
- 2000: Primer amor... a mil por hora
- 1999: Tabu (Tabú)

### filmy kinowe/wideo
- 2004: Desnudos jako Mariano

### programy TV
- 2006: Bailando por la boda de tus sueños
- 2004: Big Brother VIP 3
- 2002: Big Brother VIP: México